# Cyclopogon argyrifolius
Cyclopogon argyrifolius är en orkidéart som först beskrevs av João Barbosa Rodrigues, och fick sitt nu gällande namn av João Barbosa Rodrigues. Cyclopogon argyrifolius ingår i släktet Cyclopogon, och familjen orkidéer. Inga underarter finns listade i Catalogue of Life.